# Marinhas
Marinhas – miejscowość w Portugalii w gminie Esposende, 10,43 km² i 6193 mieszkańców (2011). Zaludnienie: 593,8 osób/km². Znajduje się około 2 km od siedziby powiatu, i jest ograniczona od zachodu przez Ocean Atlantycki.

## Dziedzictwo narodowe
- House of the Navy
- Latarnia Esposende
- Fort São João Baptista de Esposende